# 細野村 (京都府)
細野村（ほそのむら）は、京都府北桑田郡にあった村。現在の京都市右京区京北細野町にあたる。

## 地理
- 山岳：愛宕山、地蔵山、竜ヶ岳、鎌ヶ岳
- 河川：桂川

## 歴史
- 1889年（明治22年）4月1日 - 町村制の施行により、北桑田郡細野村が単独で自治体を形成。
- 1955年（昭和30年）3月1日 - 周山町・宇津村・黒田村・山国村・弓削村と合併して京北町が発足。同日細野村廃止。

## 交通

### 道路
- 国道162号